# 캐리 앤 이나바
캐리 앤 이나바(Carrie Ann Inaba, 1968년 1월 5일 ~ )는 미국의 댄서, 안무가, 배우, 가수이다.